# HD 208737
HD 208737，又名CD-3814820，SAO 213452、HR 8379，是一颗恒星，视星等为5.5，位于銀經4.34，銀緯-52.47，其B1900.0坐标为赤經21h 53m 15.2s，赤緯-38° -52.47′ 22″。